# Burganes de Valverde
Burganes de Valverde é um município da Espanha na província de Zamora, comunidade autónoma de Castela e Leão, de área 33,37 km² com população de 811 habitantes (2007) e densidade populacional de 24,3 hab./km².

## Demografia
| Variação demográfica do município entre 1991 e 2004 | Variação demográfica do município entre 1991 e 2004 | Variação demográfica do município entre 1991 e 2004 | Variação demográfica do município entre 1991 e 2004 |
| --------------------------------------------------- | --------------------------------------------------- | --------------------------------------------------- | --------------------------------------------------- |
| 1991                                                | 1996                                                | 2001                                                | 2004                                                |
| 907                                                 | 927                                                 | 867                                                 | 859                                                 |